# Vintage Story
Vintage Story est un jeu vidéo indépendant de survie de type sandbox développé et édité par Anego Studios, sorti le 27 septembre 2016 sur ordinateur pour Windows et Linux.
Les fondateurs du studio, Tyron et Irena Madlener, commencent le développement de jeu à partir d'un ancien mod pour Minecraft appelé Vintagecraft. Une ancienne version du jeu est disponible en téléchargement gratuit. Le jeu est en accès anticipé et peut être joué en mode solo ou multijoueur. Un wiki est créé par des membres de la communauté sur le jeu.

## Système de jeu
Le joueur incarne un être humanoïde, qualifié de séraphin, dans un monde vierge et parsemé de ruines. Le gameplay est axé sur la création d’une expérience réaliste et immersive dans un monde sauvage. La création de nombreux éléments consiste à interagir avec le monde du jeu plutôt qu'avec une interface graphique. Par exemple, afin de créer un bol en argile, les joueurs placent de petits voxels en forme de bol. D'autres aspects du gameplay incluent la prospection de minéraux et de minerais, la métallurgie, le commerce avec des marchands, l'élevage, l'agriculture, la construction. 
Le jeu ajoute une mécanique de « stabilité temporelle » représentée par un engrenage bleu en bas de l'écran de jeu. Lorsque le joueur se trouve dans une zone à haute instabilité ou dans une tempête temporelle, l'engrenage se vide. Les tempêtes temporelles sont des événements durant lesquelles des créatures hostiles et agressives apparaissent et attaquent le joueur pendant une courte période. Si l'engrenage se vide complètement, le joueur entre dans un monde parallèle appelé « monde de la rouille » (en anglais: rust world)  dans lequel sa vision est distordue et où il perd de la vie tant qu'il n'augmente pas de nouveau sa stabilité. Le joueur doit donc veiller à maintenir un niveau de stabilité élevé. 
Un autre objectif du jeu est l’exploration. Les mondes sont infinis, générés procéduralement, avec des biomes reproduisant ceux du monde réel avec des structures aléatoires. Les biomes sont répartis comme sur une planète avec des climats froids aux pôles, tempérés aux tropiques et chauds à l'équateur en plus d'un système de saisons faisant varier les températures et apparence des biomes.
Le jeu contient une diégèse, trouvable par le joueur en obtenant des livres grâce à l'orpaillage ou en les achetant à des marchands trouvables aléatoirement dans le monde. Celle-ci évoque la disparition d'anciennes civilisations à cause d'une maladie incurable touchant les humains et les transformant en monstres présents dans le jeu.

## Développement
Le jeu est programmé en langage C Sharp en utilisant OpenTK et un fork du moteur de jeu ManicDigger. La majeure partie de la programmation du jeu est réalisée par Tyron Madlener, avec des apports de plusieurs contributeurs en open source. La majorité du code du jeu est sous une licence de code source lisible sur le GitHub d'Anego Studios.
Les graphismes sont grandement inspirés du jeu Minecraft duquel il est d'abord un mod, avec des cubes formant les éléments du jeu.
L'une des fonctionnalités les plus populaires du jeu est son API de modding, saluée pour sa flexibilité et sa qualité,,.   

## Accueil
La chaine de vente de jeux vidéo Power Up Gaming décrit Vintage Story comme étant « à un niveau complètement différent » des autres jeux de survie basés sur des graphismes en forme de blocs en raison de son approche du craft et de la gestion des stocks, notant que le jeu résout tous les « problèmes tenaces que tout le monde a » dans d'autres jeux ouverts de survie basés sur un monde en blocs en permettant au joueur d'ouvrir plusieurs menus en même temps et d'interagir avec les éléments plus naturellement. Une critique trouve que le contenu de Vintage Story est une expérience de survie plus immersive que Minecraft qui est « beaucoup trop banale pour être crédible ». 
Le site britannique Rock, Paper, Shotgun fait l'éloge de la génération procédurale des mondes, des animations et du modding du jeu. De plus, au cours d'un test, le site s'est principalement concentré sur les meilleures performances de Vintage Story par rapport à Minecraft. Une critique de Sportskeeda fait l'éloge des graphismes ainsi que du système de minéralogie. Le site d'actualité Digital Trends salue le gameplay et le système d'artisanat, uniques pour leur qualité, ainsi que la flexibilité du jeu. 